# Óscar Serrate
Walter Óscar Serrate Cuellar (Santa Cruz de la Sierra) es un ingeniero y diplomático boliviano que desde el 26 de noviembre de 2019 es el encargado de negocios de Bolivia en Estados Unidos.
Anteriormente, ejerció como embajador ante la Organización de las Naciones Unidas. Fue representante de los pueblos indígenas del continente americano en la Cumbre de la Tierra de 1992, director del Programa 21 y en representación de su país firmó el Convenio sobre la Diversidad Biológica. Además, fue embajador en misión especial y plenipotenciario para las negociaciones respecto a la construcción del gasoducto a Brasil.
Desempeñó como presidente de la Corporación de Desarrollo de Santa Cruz y jefe de departamento de Matemáticas de la Universidad Autónoma Gabriel René Moreno, entre otros cargos.